# Challenger de Busan 2022

El Busan Open 2022 fue un torneo de tenis perteneciente al ATP Challenger Tour 2022 en la categoría Challenger 125. Se trató de la 19.ª edición, el torneo tuvo lugar en la ciudad de Busan (Corea del Sur), desde el 17 hasta el 23 de octubre de 2022 sobre pista dura al aire libre.

## Jugadores participantes del cuadro de individuales
| Favorito | País                      | Jugador               | Rank1 | Posición en el torneo |
| -------- | ------------------------- | --------------------- | ----- | --------------------- |
| 1        | Bandera de Corea del Sur  | Kwon Soon-woo         | 86    | Cuartos de final      |
| 2        | Bandera de Moldavia       | Radu Albot            | 87    | FINAL                 |
| 3        | Bandera de China Taipéi   | Tseng Chun-hsin       | 88    | Primera ronda         |
| 4        | Bandera de Ecuador        | Emilio Gómez          | 98    | Baja                  |
| 5        | Bandera de Australia      | Christopher O'Connell | 109   | Semifinales           |
| 6        | Bandera de Polonia        | Kamil Majchrzak       | 111   | CAMPEÓN               |
| 7        | Bandera de Australia      | James Duckworth       | 114   | Primera ronda         |
| 8        | Bandera de Australia      | John Millman          | 127   | Cuartos de final      |
| 9        | Bandera de Estados Unidos | Christopher Eubanks   | 129   | Cuartos de final      |

- 1 Se ha tomado en cuenta el ranking del 10 de octubre de 2022.

### Otros participantes
Los siguientes jugadores recibieron una invitación (wild card), por lo tanto ingresan directamente al cuadro principal (WC):
- Chung Yun-seong
- Kwon Soon-woo
- Nam Ji-sung

Los siguientes jugadores ingresan al cuadro principal tras disputar el cuadro clasificatorio (Q):
- Joris De Loore
- Shintaro Mochizuki
- Maximilian Neuchrist
- Max Purcell
- Mukund Sasikumar
- Keegan Smith

## Campeones

### Individual Masculino
- Kamil Majchrzak derrotó en la final a  Radu Albot, 6–4, 3–6, 6–2

### Dobles Masculino
- Marc Polmans /  Max Purcell derrotaron en la final a  Nam Ji-sung /  Song Min-kyu, 6–7(5), 6–2, [12–10].